# Viorel Rus
Viorel Rus (n. 14 noiembrie 1952, Cluj, România) este un fost jucător român de polo pe apă. A concurat la Jocurile Olimpice de vară din 1972, la Jocurile Olimpice de vară din 1976 și la Jocurile Olimpice de vară din 1980.

## Distincții
- Ordinul „Meritul Sportiv” clasa a III-a (18 august 1976) „pentru rezultatele deosebite obținute la Jocurile olimpice de vară de la Montreal – 1976, precum și pentru contribuția adusă la dezvoltarea activității sportive și la creșterea prestigiului sportului românesc pe plan internațional”[2]